# Sonnaz (Fluss)
Die Sonnaz ist ein rund 9 km, mit ihren Oberlauf Le Palon etwas über 13 km, langer linker Nebenfluss der Saane (französisch Sarine) im Schweizer Kanton Freiburg. Sie entwässert einen Abschnitt des zentralen Freiburger Mittellandes und gehört zum Einzugsbereich des Rheins. Erstmals urkundlich erwähnt wird der Bach im Jahre 1317 als Sonna.

## Geographie

### Verlauf
Das Quellgebiet der Sonnaz befindet sich im Bereich der Ebene von Seedorf auf 610 m ü. M. etwa auf halbem Weg zwischen den Städten Freiburg und Payerne. Mehrere Rinnsale, darunter diejenigen, welche am Nordhang des Höhenrückens La Brillaz entspringen, münden bei Noréaz in den Lac de Seedorf. Diesen See verlässt die Sonnaz nach Osten und fliesst durch ein gut ausgeprägtes Tal, das von den Molassehügeln nördlich von Freiburg flankiert wird, wobei sie bald eine nordöstliche Richtung einnimmt und diese bis zu ihrer Mündung beibehält. 
Vor allem im untersten Abschnitt im Bereich der heutigen Gemeinde La Sonnaz (der Bachlauf war namengebend für die am 1. Januar 2004 durch die Fusion von Lossy-Formangueires, La Corbaz und Cormagens entstandene Gemeinde) durchfliesst die Sonnaz eine breite Talmulde. Bis 1963 mündete sie unterhalb von Pensier (Gemeinde Courtepin) in die Saane, die heute zum Schiffenensee (531 m ü. M.) aufgestaut ist. Das Gefälle der Sonnaz ist meist geringer als 1 %.

### Einzugsgebiet
Das 36,33 km² grosse Einzugsgebiet der Sonnaz wird durch sie über die Saane, die Aare und den Rhein zur Nordsee entwässert.
Es besteht zu 26,4 % aus bestockter Fläche, zu 59,8 % aus Landwirtschaftsfläche, zu 13,0 % aus Siedlungsfläche und zu 0,8 % aus unproduktiven Flächen.
Die Flächenverteilung
Die Mittlere Höhe des Einzugsgebietes beträgt 644,2 m ü. M.

### Zuflüsse
Zuflüsse des Strangs Le Palon→Lac de Seedorf→Sonnaz
Le Palon (Zufluss des Lac de Seedorf), 2,4 km, 3,76 km²
- Ruisseau des Combes (links), 1,5 km[4]

Lac de Seedorf, 0,4 km
- Ruisseau du Moulin (Ruisseau de la Lecca) (rechts), 1,7 km, 0,94 km²
- Le Canal (links), 0,8 km, 0,81 km²

Sonnaz, 9,1 km
- Ruisseau des Ruz (rechts), 2,0 km, 2,18 km²
- Ruisseau de Courtaney (rechts), 1,0 km, 0,97 km²
- L'Ecuelle (rechts), 1,6 km, 0,82 km²
- Ruisseau du Moulin (links), 2,2 km, 2,6 km²
- Chenaleyres (Riau Lau) (links), 1,1 km, 1,03 km²
- Le Remblai (rechts), 0,7 km, 0,67 km²
- → Canal de la Pisiciculture (linke Abzweigung)
- ← Canal de la Pisiciculture (links)
- Le Tiguelet (rechts), 4,8 km, 5,96 km²
- Riau du Châno (links), 1,0 km
- Ruisseau des Riaux (links), 2,1 km, 2,04 km²
- Ruisseau des Fochaux (rechts), 1,4 km

## Charakter
Abschnitte des Mittel- und des Unterlaufs der Sonnaz sind noch in natürlichem oder naturnahem Zustand erhalten. In den landwirtschaftlich genutzten Gebieten der Seedorfebene und bei Belfaux wurde das Gewässer begradigt und die Böschungen befestigt. Die Sonnaz ist durch ein pluviales Abflussregime geprägt. 

## Hydrologie
An der Mündung der Sonnaz in die Saane beträgt ihre modellierte mittlere Abflussmenge (MQ) 520 l/s, und ihr Abflussregimetyp ist pluvial inférieur.
Der  modellierte monatliche mittlere Abfluss (MQ) der Sonnaz in l/s

## Mühlen
Ihre Wasserkraft wurde früher an verschiedenen Orten für den Betrieb von Mühlen genutzt.